# 良互薬品
良互薬品株式会社（りょうごやくひん）は、医薬品・衛生材料・化粧品の卸売を中心とする日本の企業。現在はスズケン傘下の「サンキ」に吸収された。以下は合併直前のデータである。

## 概要
- 本社・岡山県岡山市大元2-4-5
- 代表取締役会長 辻本竹次郎
- 代表取締役社長 賀川太郎
- 代表取締役専務 宗田吉博

## 大株主
- 田辺製薬50%
- 日本海薬品25%
- マルゴ経営研究会16.7%
- 宗田商店5.6%

## 沿革
- 1964年（昭和39年） - 広島県福山市の宗田商店と岡山県岡山市の株式会社岡田薬局卸部門が合併し資本金1000万円で良互薬品株式会社を設立。
- 1965年（昭和40年）5月 - 倉敷市の八島薬品株式会社を合併し「倉敷支店」として発足
- 1967年（昭和42年）6月 - 岡山市の渡辺薬品株式会社を合併
- 1968年（昭和43年） - 「広島営業所」開設
- 1970年（昭和45年）6月 - 日本海薬品株式会社の津山営業所の営業権を譲渡される
- 1978年（昭和53年）5月 - 広島県尾道市の辻本薬品株式会社卸部門を譲受し「尾道営業所」として発足
- 1986年（昭和61年） - 存続会社は「日本海薬品」として持株会社「株式会社サンキ （旧）」を鳥取県米子市に設立
  - 旧・サンキは本社を米子市として、初代社長は田辺製薬から出向していた日本海薬品の社長の森文雄が就任
- 1987年（昭和62年） - 広島県の「光洋薬品」を存続会社として鳥取県米子市の「旧・株式会社サンキ」を光洋薬品が吸収合併して「株式会社サンキ」を設立。初代社長は森文雄が就任。

## 営業所
- 岡山県：岡山市・倉敷市・津山市
- 広島県：広島市・福山市・呉市・尾道市
- 山口県：岩国市

## 主な取引メーカー
- 田辺製薬30%
- 大塚製薬5%
- 東京田辺製薬（現在:田辺三菱製薬）7%
- 鳥居薬品5%
- 台糖ファイザー（現在:ファイザー）6%